# Muzeum skla a bižuterie v Jablonci nad Nisou

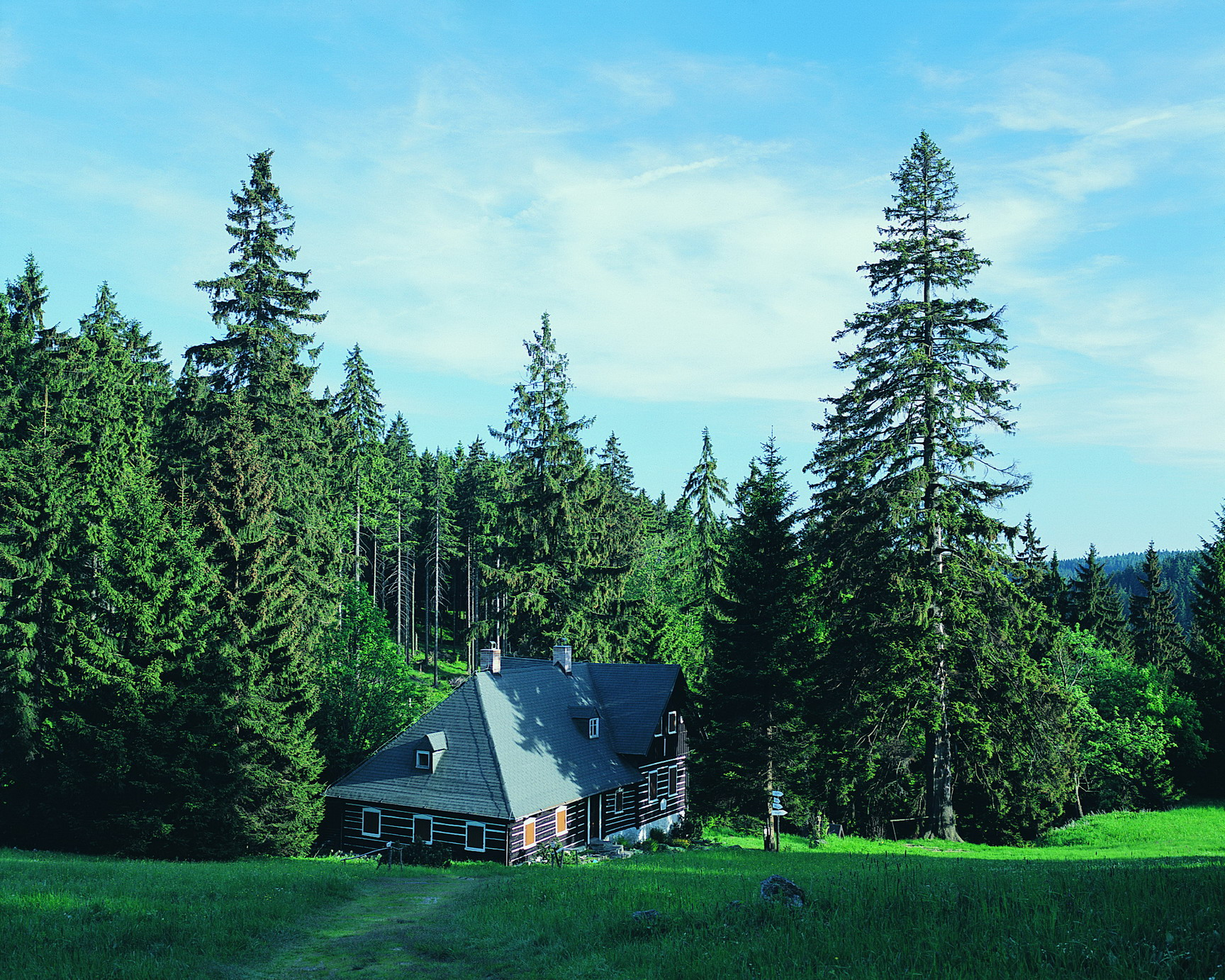
Památník sklářství, Kristiánov, Bedřichov čp. 52

Muzeum skla a bižuterie v Jablonci nad Nisou je jediným muzeem v České republice specializovaným na sklo a bižuterii. Založeno bylo roku 1904. Zřizovatelem muzea je Ministerstvo kultury České republiky.
Roku 2004 získalo cenu GLORIA MUSEALIS za Nejlepší muzejní počin, v roce 2005 bylo nominováno v soutěži Evropské muzeum roku.

## Dějiny muzea
Muzeum prošlo několika etapami vývoje. První podněty k jeho založení spadají do poslední třetiny 19. století a jsou spojeny s činností Průmyslového vzdělávacího a podpůrného spolku. Vznik muzea jako takového spadá do roku 1904, kdy byla otevřena první stálá výstava (v dnešní terminologii expozice). V roce 1911 pak muzeum získalo i vlastní budovu ve Školní ulici č. 9. Takto zajištěná instituce přečkala všechny politické změny následujících let: první světovou válku, vznik Československé republiky i druhou světovou válku.
Již pod novým názvem Muzeum pro umělecký průmysl se v roce 1949 přestěhovala do bývalého exportního domu Zimmer & Schmidt v Jiráskově ulici (dnes ulice U Muzea), kde sídlí dosud. V letech 1953–1961 bylo muzeum přičleněno jako pobočka k Národnímu technickému muzeu v Praze. Tento stav však netrval dlouho. V roce 1961 přešlo pod správu Okresního národního výboru v Jablonci nad Nisou a specializovalo se na výzkum dějin skla a bižuterie, což se projevilo i v novém názvu – Muzeum skla a bižuterie. V oboru skla mu byla přiznána nejprve oblastní, od roku 1974 pak celostátní působnost, obor bižuterie měl tuto exkluzivitu již od roku 1961.
V roce 2001 začala příprava celkové rekonstrukce, která se následně naplno rozběhla. V jejím průběhu došlo, v rámci reformy veřejné správy, k významné změně. Po zrušení Okresního úřadu v Jablonci nad Nisou se zřizovatelem Muzea skla a bižuterie stalo od 1. ledna 2003 Ministerstvo kultury České republiky. Technická rekonstrukce muzea byla završena kolaudací 26. srpna 2004. Dne 23. září 2004 proběhla slavnostní vernisáž za účasti prezidenta republiky Václava Klause, představitelů Ministerstva kultury a mnohých čestných hostů. Muzeum skla a bižuterie v Jablonci nad Nisou bylo následně s novými expozicemi Kouzelný svět bižuterie a Čarovná zahrada – České sklo sedmi století otevřeno veřejnosti.

## Historie secesní budovy muzea
Muzeum od roku 1949 sídlí v honosné secesní budově postavené ve florálním stylu. Budovu projektoval a na realizaci v letech 1903 až 1904 dohlížel jablonecký architekt a stavitel Emilian Herbig, který v letech 1922 až 1923 řídil i přístavbu pravého křídla budovy. Budova dříve patřila firmě Zimmer & Schmidt. V roce 1949 byl objekt dedikován jako sídlo muzea a byly sem soustředěny sbírky tehdejšího Muzea pro umělecký průmysl.  Podle projektu místního architekta Karla Pelanta bylo v roce 1964 připojeno k budově boční monolitické betonové schodiště.
V roce 1986 byla budova zapsána do registru státem chráněných památek. Podle návrhu firmy Atelier 4 s. r. o. proběhla v letech 2002 až 2004 kompletní rekonstrukce celého objektu, což umožnilo vznik nových stálých expozic (dle autorského návrhu společnosti Hlaváček a Partner s. r. o.). Vítězem architektonické soutěže (z roku 2014) na skleněnou přístavbu a revitalizaci muzejního parku se stala pražská společnost Hlaváček–Architekti. V roce 2020 tak byla secesní budova muzea rozšířena o skleněnou přístavbu ve tvaru skleněného krystalu (broušeného bižuterního kamene), která symbolizuje jak vnitřní obsah muzea, tak i jeho celkové zaměření.

Pohledy na skleněnou přístavbu ve tvaru broušeného bižuterního kamene
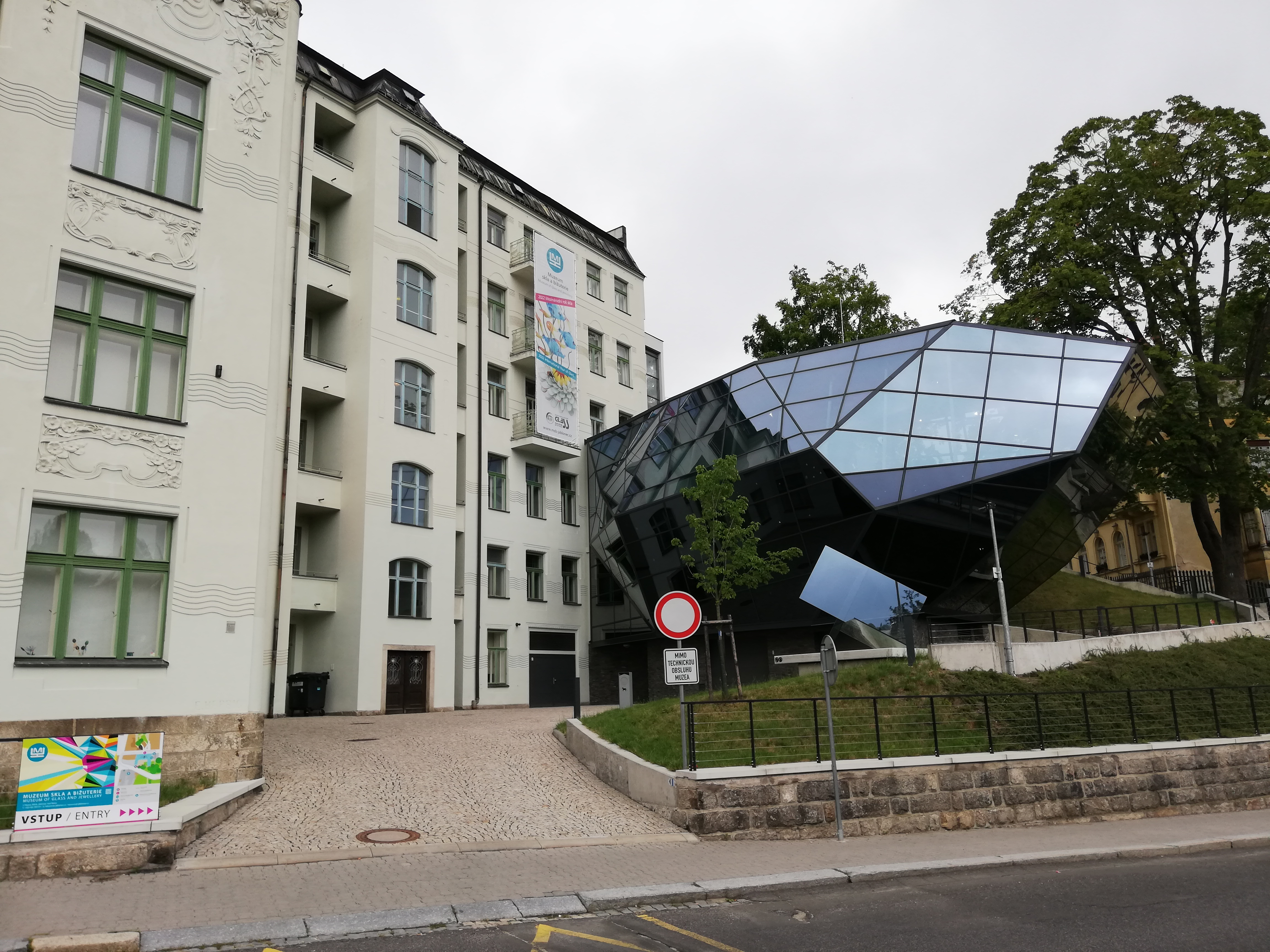
Z ulice
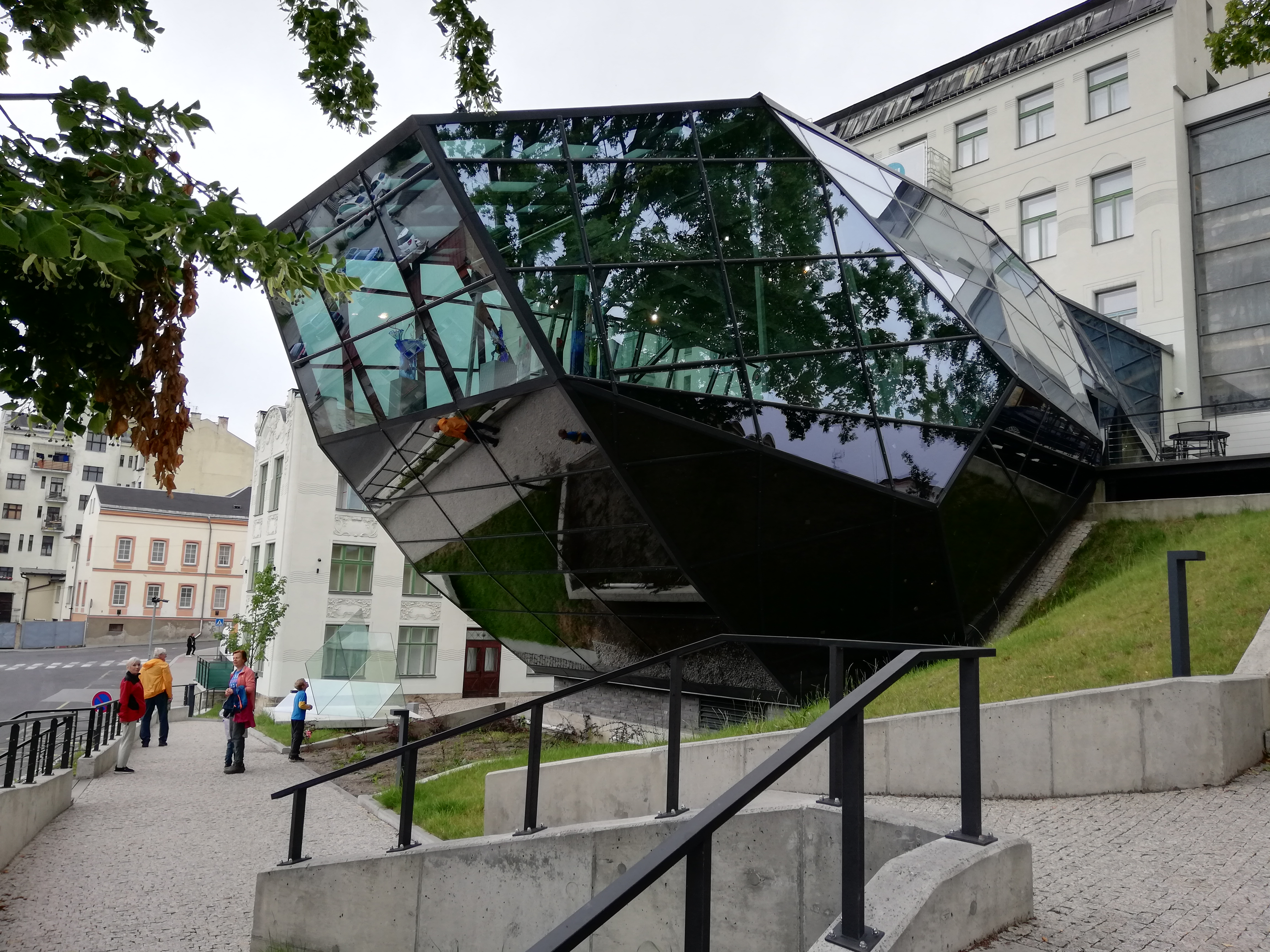
Z parku
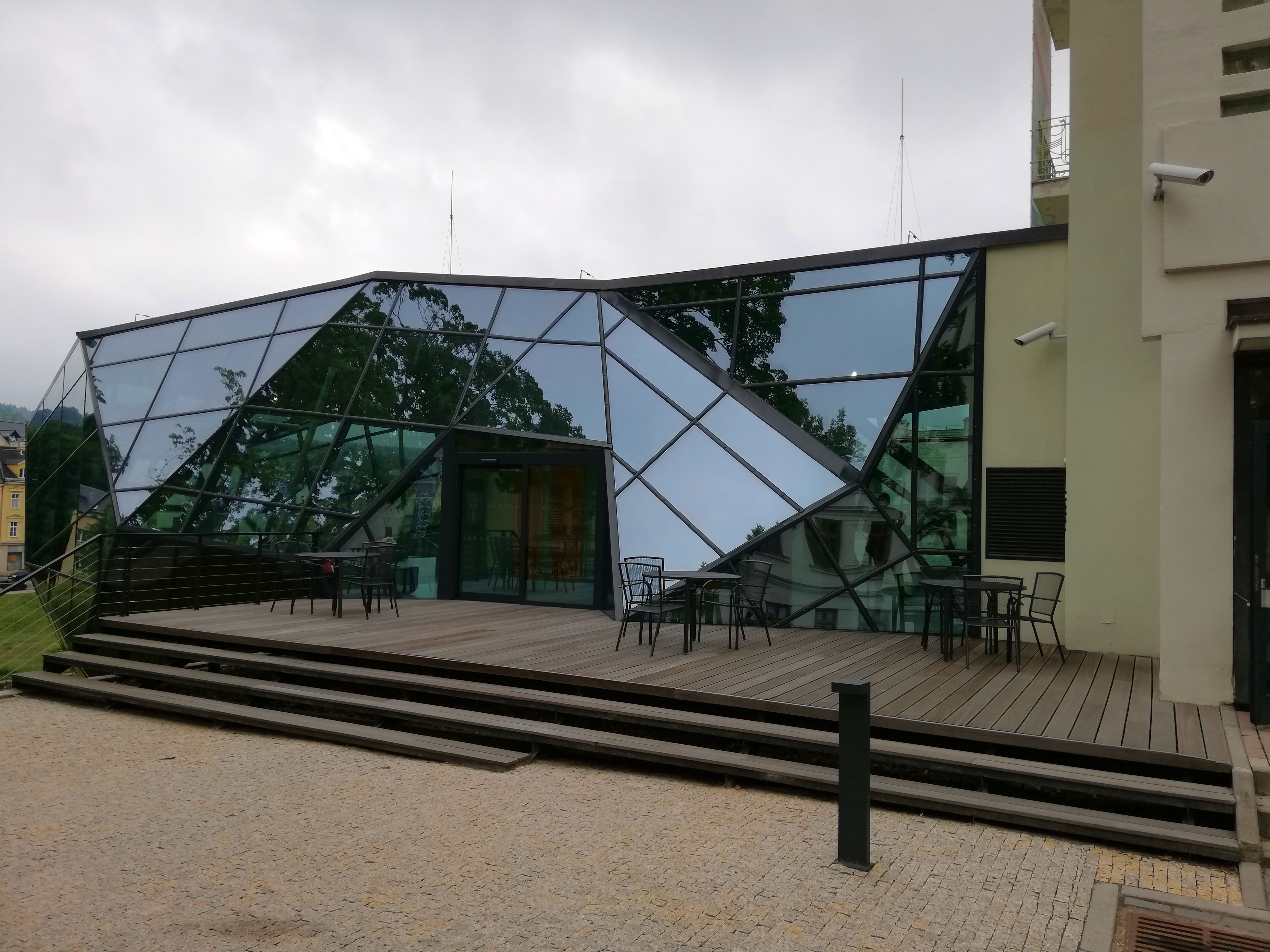
Od bočního vchodu do muzea

## Muzejní sbírky
Muzejní sbírky jsou vystaveny ve dvou budovách.
Hlavní budovou muzea je secesní dům na adrese U Muzea 398/4, u jihovýchodního rohu Dolního náměstí. Nabízí dvě stálé expozice: Nekonečný příběh bižuterie a Čarovná zahrada – České sklo sedmi století. Konají se zde též tematické výstavy a programy pro veřejnost. Součástí muzea je též odborná knihovna, prodejna skla, bižuterie a publikací.
Druhou budovou je tzv. Liščí bouda v Jizerských horách(samota čp. 52 na Kristiánově, části obce Bedřichov), bývalá sklářská hospoda, kde je k vidění model kdysi slavné sklářské osady. Návštěvníka jejími osudy provede stálá výstava Klíč k srdci Jizerských hor. Každé září se zde též koná Mariánská sklářská pouť.
Sbírkový fond Muzea skla a bižuterie čítá desetitisíce inventárních čísel, která jsou přiřazena ke statisícům předmětů. Muzeum skla a bižuterie spravuje dva sbírkové celky – sbírku Muzea skla a bižuterie v Jablonci nad Nisou tvořenou devatenácti podsbírkami a sbírku Waldes (dvě podsbírky). Z hlediska doplňování a odborného zpracování sbírkového fondu lze podsbírky dělit na kmenové (Bižuterie, Knihy, a časopisy, Knoflíky, Kovová bižuterie, Medaile a plakety, Numizmatická, Sachsova sbírka, Skleněná bižuterie, Sklo, Sklo Riedel, Umělecké řemeslo) a doplňkové (Bižuterní technologie, Grafika, Kostýmní doplňky, Kopie, Zvláštní sbírky a sbírka Waldes s podsbírkami Knoflíky a Spínadla a oděvní doplňky).

## Expozice muzea
Pod názvy Nekonečný příběh bižuterie a Čarovná zahrada – České sklo sedmi století vznikly otevřené stálé expozice, kde jsou informace návštěvníkům podávány v několika rovinách. Umožňují nahlédnout do hlubších souvislostí, ale poskytují i možnost pouze meditovat nebo si jen s částmi expozic pohrát.

### Nekonečný příběh bižuterie
Expozice Nekonečný příběh bižuterie prezentuje vývoj jablonecké bižuterie od jejího zrození po současnost. Prostřednictvím tematických filmů, technologií, dekoračních technik, skleněné a kovové bižuterie, šperku, prací uměleckoprůmyslových škol v Jablonci nad Nisou, Železném Brodě, Turnově je prezentován fenomén Jablonecka, který proměnil zdejší kraj v místo s celosvětově uznávanou tradicí sklářského a bižuterního průmyslu.
I když expozice nabízí návštěvníkům 380 m² plochy, nemůže představit úplné bohatství sbírek. V prvním sále se lze seznámit s pojmy bižuterie a export, jenž umožnil rozvoj průmyslu po celých Jizerských horách. Dotyková obrazovka nabízí možnost zhlédnout krátké filmy o Jablonecku, Jablonci nad Nisou, muzeu či výrobě např. sekaných perliček – rokajlu, mačkaných perlí, knoflíků apod. U bižuterních skleněných kamenů se lze dostat do světa astrologie. Černá bižuterie svou historii vývoje technologie od gagátu po černou bižuterii z burelového či uhlíkového skla ukrývá v zásuvkách. Zvídavý návštěvník je může, ale nemusí otevřít. Zvláštní pozornost je věnována medailím a mincím, jež jsou umístěny v pomyslném trezoru.

### Čarovná zahrada – české sklo sedmi století
Tři sály v pátém podlaží hlavní budovy muzea, celkem 380 m² plochy, jsou rozčleněny do čtyř výstavních celků, které na sebe chronologicky navazují. Takto vytyčené prostory umožňují prezentovat nejen sklo samo o sobě, s příběhy, které se k němu konkrétně vážou, ale i lyrický příběh.
Proto tedy Čarovná zahrada – vždyť co jiného je skleněný předmět, než květina, která vyraší, metamorfuje se do poupěte a pak rozkvete do krásy (každá do své specifické), rozdává radost, tiší bolest… Francouzské zahradě přitom odpovídá i základní rozvržení prostoru – hlavní trasa s dominantami (zvon, fontána, tavená plastika) a vedlejší cestičky a zákoutí.
Lyrický prvek expozice je umocněn ukázkami z děl básníků, které jsou nedílnou a rovnocennou součástí hlavních textových panelů v expozici, a scénografickými prvky, kdy je pro návštěvníka cesta po časové ose dějin skla zároveň poutí ze tmy za světlem. Z uměleckohistorického hlediska je expozice vystavěna na příběhu cesty od anonymní číše po svébytný autorský solitér a hledá odpověď na otázku, kdy, jak a proč tento proces vůbec proběhl a kam v současnosti směřuje.

### Svět zázraků
Expozice, otevřená 26. června 2022, představuje zhruba pětinu největší veřejné sbírky skleněných vánočních ozdob na světě, která čítá 17 000 položek. Většinu z nich tvoří dar firmy Jablonex, která v roce 2008 muzeu přenechala celou vzorkovnu unikátních foukaných a dekorovaných vánočních ozdob. Dar potomků rodiny výrobce Václava Bergera z Bílé Třemešné reprezentuje období první republiky. Součástí sbírky je současná produkce, historické ozdoby z počátku 20. století a z let socialismu.
Expozice byla vybudována podle návrhu designéra Jakuba Berdycha Karpelise z pražského QUBUS DESIGN STUDIA v nové třípatrové přístavbě muzea ve tvaru krystalu, která byla dokončena roku 2020 a oceněna titulem „Stavba roku 2020“. Je pojata jako zážitková cesta parníkem a připomíná, že jedním z největších odbytišť českých skleněných vánočních ozdob bylo zámoří, hlavně Spojené státy.